# Milka Planincová
Milka Planincová (21. listopadu 1924, Drniš, Jugoslávie, dnes Chorvatsko – 7. října 2010, Záhřeb, Chorvatsko) byla jugoslávskou premiérkou (oficiální titul byl předseda Nejvyššího svazového výboru) od 16. května 1982 do 15. května 1986.
Byla jedinou ženou v dějinách, která zastávala funkci předsedy vlády v socialistickém státě, kromě toho také v letech 1963-1965 zastávala funkci ministra školství Jugoslávie a v letech 1967-1971 byla předsedkyní parlamentu (Skupštiny). Její vláda musela řešit ožehavou otázku zahraničního dluhu Jugoslávie, který byl značný, a spolu s dalšími faktory (hospodářská zaostalost, nízká efektivita práce) způsoboval zemi významné hospodářské problémy. Planincová byla první, která přednesla před tehdejší politickou reprezentaci neveselá čísla o zahraničním dluhu ve výši 19 miliard USD. Byla proto přijata ochranná opatření a půjčky se začaly splácet. Ta se však do jisté míry minula účinkem a pouze vedla k zvýšení nespokojenosti obyvatelstva.
Milka Planincová odešla z politiky v roce 1986 a žila v Záhřebu.